# Николае Каратана
Николае (Кола) Каратана (на румънски: Nicolae (Cola) Caratana) е арумънски и румънски поет.

## Биография
Николае Каратана е роден във влашко семейство в южномакедонското село Хоропан (от 1953 година Стенимахос), Гърция. Според различни източници Каратана е роден на 23 януари или 14 юли. Баща му е горски работник. Каратана учи в гръцко училище и научава бързо гръцки език. След това учи в Букурещ. Взима участие във Втората световна война, където е ранен. Живее със семейството си в Кюстенджа. След края на войната работи като секретар в общината на Кюстенджа. Каратана е арестуван за първи път в 1948 година, но поради липса на основания за осъждане, след разследване и ужасни побои, е освободен след пет месеца задържане. Той обаче продължава да бъде преследван от комунистическия режим и е арестуван отново. Осъден е на шест години, от които излежава пет. Започва работа по железниците. Органите за сигурност искат Каратана да стане техен информатор, но той отказва, заради което в 1955 година е арестуван за пореден път. В 1957 година пак е арестуван и е осъден на 24 години затвор, защото е смятан за вражески за режима елемент. Помилван е с обща амнистия в 1964 година. След това работи по строежите и се отдава на поезията изцяло, въпреки че пише и преди това. Умира на 19 октомври 1992 година в Кюстенджа.

## Творчество
Каратана е автор на множество стихотворения. Започва да публикува творбите си в 1972 година, когато издава книга на румънски език. Издава също така и на арумънски език, като Македония присъства като тема в поезията му. Негови стихотворения са включени в арумънска антология в 1985 година. Николае Каратана става член на Съюза на писателите на Румъния в 1979 година. Отзивите на литературната критика относно творчеството му са изключително благоприятни. Няколко тома с негова поезия са издадени посмъртно.
Автор е на следните творби:
- Lampadoforie (1972)
- Lâna de aur (1975)
- Inscripții rupestre (1981)
- Asteptu soarile (на арумънски език, 1985, 1992)
- Arbori (1989)
- Pod peste legendă (1993)
- Cuvinte de lut (2000)
- Memorii ghetsimanice (2000)
- Dialog cu neantul (2001)
- Lampadoforie (антология, 2009)